# Нова Земля (острів, Чорне море)
Нова Земля (рум. Insula K, англ. K Island), іноді називають островом щастя (рум. Insula Fericirii) — незалюднений острів у Чорному морі навпроти дельти Дунаю в Ізмаїльському районі Одеської області.

## Питання приналежності острова

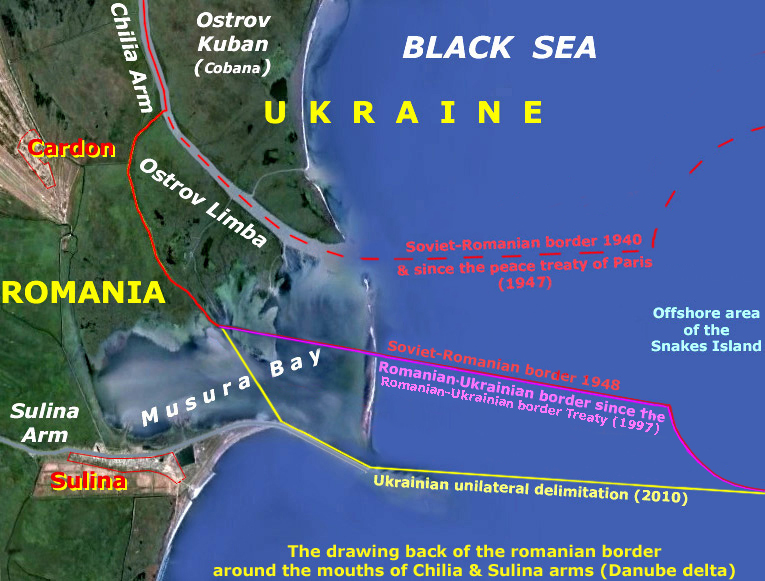
Розмежування акваторії Чорного моря після 2010 року

Згідно з результатами розгляду позову 2009 року про делімітацію Чорноморського шельфу, державний кордон між Україною та Румунією розділяє острів на дві частини. З 2010 року, після того, як Державна прикордонна служба України розмістила прикордонні маяки на південь від острова, острів фактично повністю належить Україні.

## Географія
Площа острова 0,56 км², при довжині 7,0 км, навпроти дельти Дунаю, максимальна ширина становить 0,08 км.

## Галерея

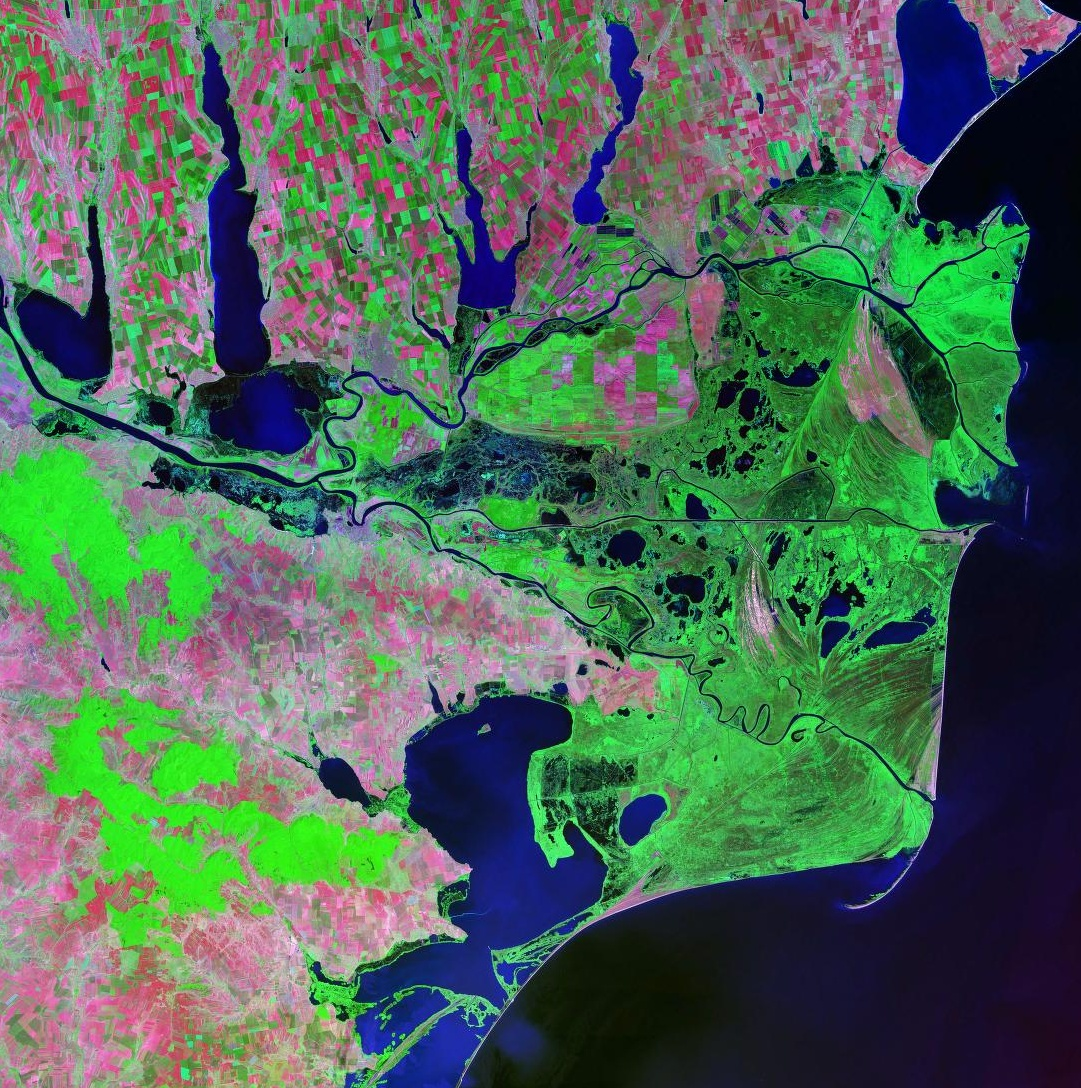
Супутниковий знімок дельти Дунаю, 2000.
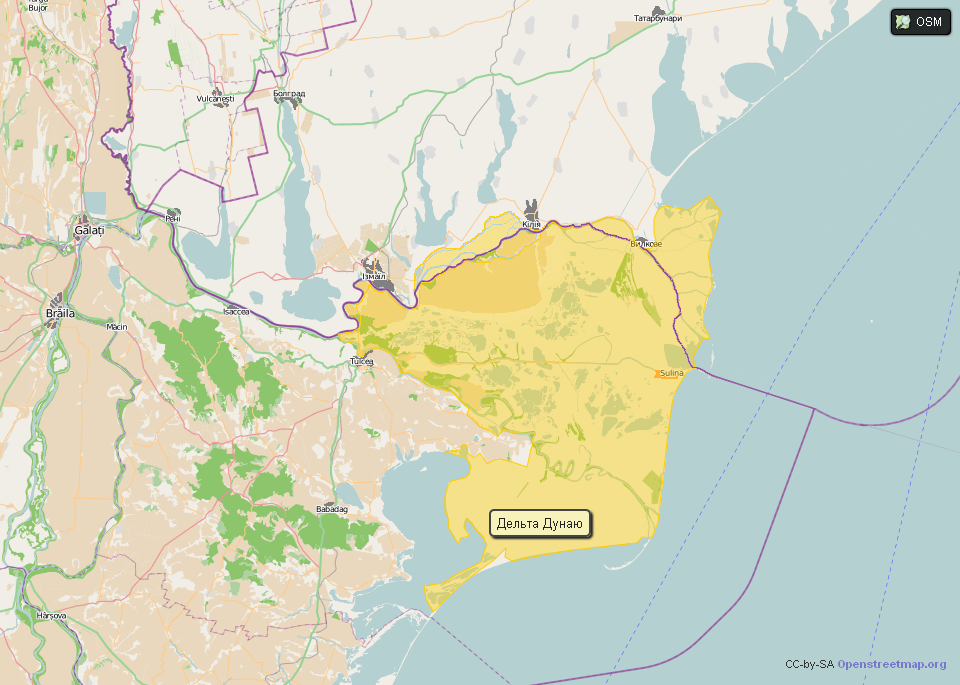
Дельта Дунаю із навколишніми територіями.
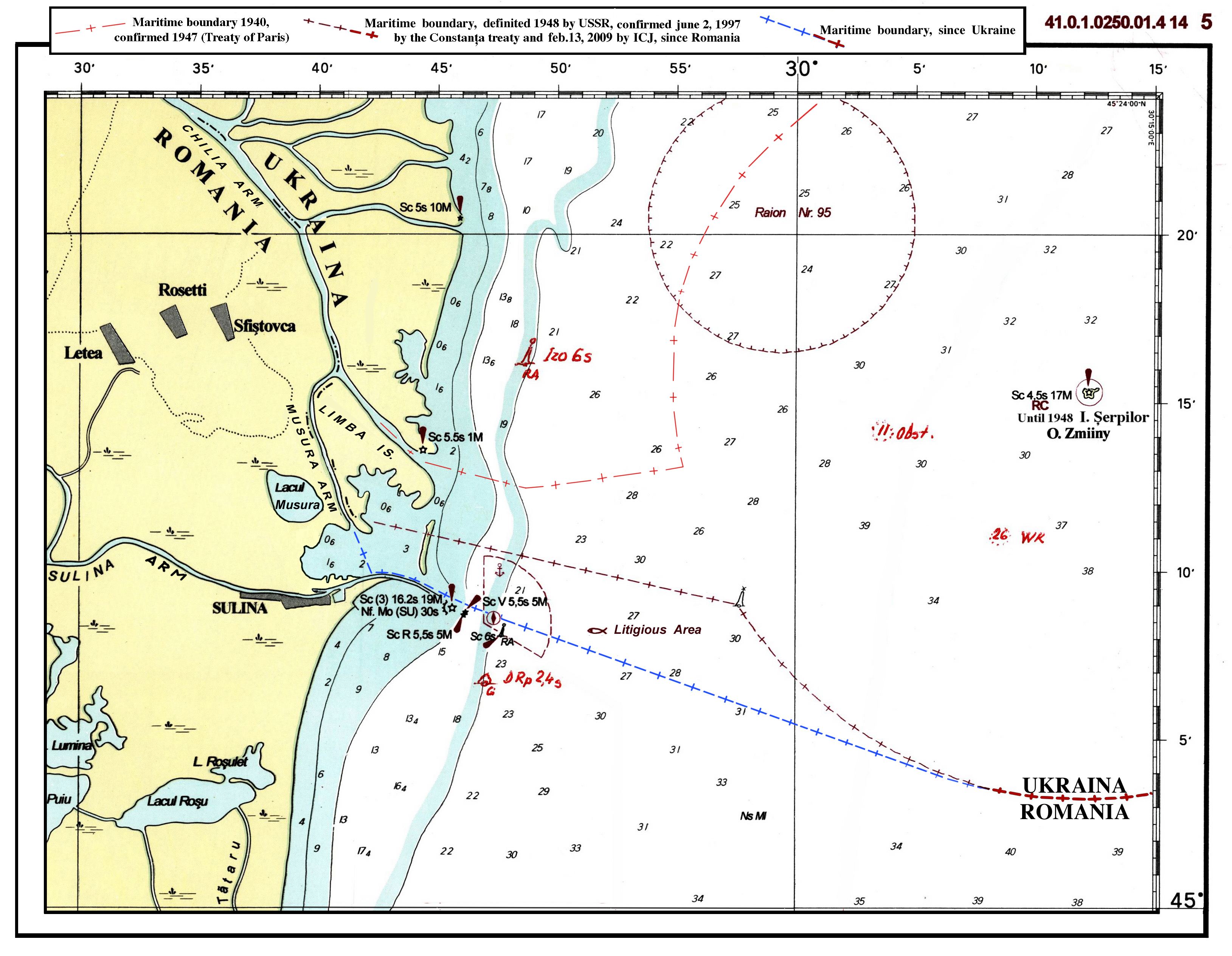